# Chobí
El cerro Chobí es un gran montículo del noreste del departamento de Paraguarí, situado en la jurisdicción del municipio de Ybytymí (Paraguay). Su pico es de 380 metros sobre el nivel del mar, y forma par con el cerro Ybytymí. Pertenece al grupo de elevaciones de la Cordillera de Ybycuí.
Dicho cerro se encuentra a aproximadamente cinco kilómetros al sur del casco urbano de Ybytymí.
- Datos: Q5766996